# McGann Point
Der McGann Point ist eine 190 m hohe, felsige und größtenteils eisfreie Landspitze im ostantarktischen Viktorialand. An der Hillary-Küste liegt sie 13,6 km westnordwestlich des MacDonald Point auf der Nordseite der Mündung des Darwin-Gletschers in das Ross-Schelfeis.
Das Advisory Committee on Antarctic Names benannte sie 2011 nach Lieutenant Colonel James McGann (1945–2022) von der United States Air Force, der von 2004 bis 2008 als Einsatzkommandant für Flüge von Maschinen des Typs Boeing C-17 zwischen dem neuseeländischen Christchurch und der McMurdo-Station zur Unterstützung des United States Antarctic Program tätig war, dabei die ersten Abwürfe von Versorgungsgütern per Fallschirm mithilfe dieses Flugzeugtyp über der Amundsen-Scott-Südpolstation sowie die erste Landung einer solchen Maschine unter Verwendung eines Nachtsichtgeräts an der McMurdo-Station durchgeführt hatte.